# 旧圣皮埃尔
旧圣皮埃尔（法語：Saint-Pierre-le-Vieux，法語發音：[sɛ̃ pjɛʁ lə vjø]）是法国卢瓦尔河地区大区旺代省的一个市镇，属于丰特奈勒孔特区。

## 地理
旧圣皮埃尔（46°23'12"N, 0°44'58"W）面积23.19 平方千米，位于法国卢瓦尔河地区大区旺代省，该省份为法国西部沿海省份，北起大西洋卢瓦尔省和曼恩-卢瓦尔省，西临大西洋，南至滨海夏朗德省，东部及东南部与德塞夫勒省接壤。
与旧圣皮埃尔接壤的市镇（或旧市镇、城区）包括：布耶-库尔多、杜瓦莱方丹、利耶、马耶宰、圣马丹德弗赖尼欧、克桑通-沙斯农、里沃多蒂兹。

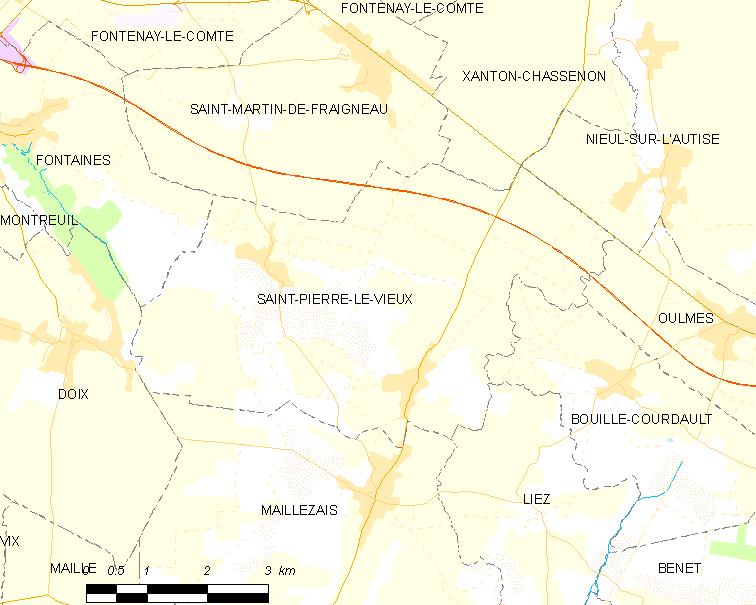
旧圣皮埃尔的OSM定位图

旧圣皮埃尔的时区为UTC+01:00、UTC+02:00（夏令时）。

## 行政
旧圣皮埃尔的邮政编码为85420，INSEE市镇编码为85265。

## 政治
旧圣皮埃尔所属的省级选区为丰特奈勒孔特县。

## 人口

1962-2008年间旧圣皮埃尔人口变化图示

旧圣皮埃尔于2022年1月1日时的人口数量为924人。